# Erich Sokol
 (juin 2012).
Si vous disposez d'ouvrages ou d'articles de référence ou si vous connaissez des sites web de qualité traitant du thème abordé ici, merci de compléter l'article en donnant les références utiles à sa vérifiabilité et en les liant à la section « Notes et références ».
Erich Sokol (Vienne, 31 mars 1933 - Mödling, 20 février 2003) est un dessinateur et caricaturiste autrichien ayant effectué l'essentiel de sa carrière aux États-Unis.

## Biographie
Après ses études en Autriche, Sokol travaille à l'Arbeiter Zeitung de Vienne. Mais un de ses dessins illustrant Malenkov, l'un des dirigeants soviétiques d'alors, déclenche l'ire de l'URSS qui interdit l'importation du numéro dans le pays. La crise du canal de Suez et l'insurrection de Budapest ont tendu les relations entre les deux grands et Sokol ne se sent plus soutenu par sa rédaction. Il livre quelques dessins au magazine britannique Punch et part se perfectionner en 1957 à l'Institut of Design of Chicago. C'est dans cette ville qu'est implanté le siège de Playboy et Sokol propose tout naturellement des dessins d'humour au mensuel.
Ses premiers cartoons paraissent dans la revue en 1958. Au même moment ou presque, Jack Cole, l'un des meilleurs et plus prolifiques cartoonistes du journal et ami personnel de Hugh Hefner se suicide. Sokol va donc livrer davantage de dessins et devenir l'un des collaborateurs attitrés du journal.
Son départ pour l'Autriche en 1975 interrompt pour plusieurs années son travail avec le magazine américain. En Autriche, il livre essentiellement des caricatures et des dessins politiques pour la presse de son pays.
En 1992, il reprend sa collaboration avec Playboy, qu'il poursuit jusqu'à sa mort d'un cancer le 20 février 2003.